# Bruxelles-Ingooigem 1978
La Bruxelles-Ingooigem 1978, trentunesima edizione della corsa, si svolse il 14 giugno su un percorso con arrivo a Ingooigem. Fu vinta dal belga Dirk Baert della squadra Carlos-Galli-Alan davanti ai connazionali Ferdinand Bracke e Jacques Martin.

## Ordine d'arrivo (Top 10)
| Pos. | Corridore               | Squadra                | Tempo |
| ---- | ----------------------- | ---------------------- | ----- |
| 1    | Dirk Baert              | Carlos-Galli-Alan      |       |
| 2    | Ferdinand Bracke        | Old Lords-Splendor-KSB |       |
| 3    | Jacques Martin          | C&A                    |       |
| 4    | Roger De Vlaeminck      | Sanson-Columbus        |       |
| 5    | Emiel Gijsemans         | Zoppas-Zeus-Ruch Or    |       |
| 6    | Johnny De Nul           | Flandria-Velda-Lano    |       |
| 7    | Pierre Sonnet           | Zoppas-Zeus-Ruch Or    |       |
| 8    | Frank Arijs             | Carlos-Galli-Alan      |       |
| 9    | Eddy Furniere           | Avia-Groene Leeuw      |       |
| 10   | Giovanni Jiménez Ocampo | Old Lords-Splendor-KSB |       |